# Karl Schlögl
Karl Schlögl (ur. 28 stycznia 1955 w Wiedniu) – austriacki polityk i samorządowiec, działacz Socjaldemokratycznej Partii Austrii (SPÖ), parlamentarzysta, w latach 1997–2000 minister spraw wewnętrznych.

## Życiorys
Absolwent studiów z zakresu nauk politycznych i historii z 1991. Zaangażował się w działalność polityczną w ramach Socjaldemokratycznej Partii Austrii. Był etatowym pracownikiem tego ugrupowania jako sekretarz ds. edukacji SPÖ w Dolnej Austrii (1978–1985) i główny sekretarz w centrali partii (1985–1992). Był również wiceprzewodniczącym socjaldemokratycznej młodzieżówki Sozialistische Jugend Österreich (1978–1985) i przewodniczącym SPÖ w Dolnej Austrii (1998–2001). Od 1985 wybierany na radnego Purkersdorfu. W latach 1989–1997 pełnił funkcję burmistrza tej miejscowości.
Od 1987 do 1991 zasiadał w Radzie Federalnej, następnie do 1994, w 1996 i od 1999 do 2000 wykonywał mandat posła do Rady Narodowej. W latach 1995–1997 był sekretarzem stanu podległym kanclerzowi. Od stycznia 1997 do lutego 2000 sprawował urząd ministra spraw wewnętrznych w rządzie Viktora Klimy. W latach 2000–2001 pełnił funkcję zastępcy starosty krajowego Dolnej Austrii. W 2001 wycofał się z aktywnej działalności politycznej, pozostając jednakże burmistrzem Purkersdorfu (powrócił na to stanowisko w 2000). Przeszedł do sektora prywatnego, zajął się działalnością konsultingową, powoływany również w skład rad nadzorczych różnych przedsiębiorstw.
Odznaczony Wielką Złotą na Wstędze Odznaką Honorową za Zasługi dla Republiki Austrii.